# فنلندا في الألعاب الأولمبية
فنلندا في الألعاب الأولمبية تعتبر الألعاب الأولمبية من أهم الأحداث الرياضية في فنلندا ،تقوم اللجنة الأولمبية الفنلندية بالإشراف في شؤون مشاركات فنلندا في الألعاب الأولمبية، شاركت فنلندا أول مرة بعد إستقلالها كان في دورة 1908 في لندن في فنلندا، في سنة 1952 إستضافت مدينة هلسنكي عاصمة فنلندا الألعاب الأولمبية الصيفية 1952، وقد فازت فنلندا بمشاركاتها في الألعاب الأولمبية الصيفية بمجموع 302 ميدالية منها 101 ميدالية ذهبية و84 فضية و117 برونزية، وأفضل إنجاز لها كان في الألعاب الأولمبية الصيفية 1924في باريس في فرنسا حيث إحتلت في تلك الدورة المركز الثاني بعد أن فازت ب37 ميدالية منها 14 ميدالية ذهبية، وأكبر مشاركة لها بعدد الرياضيين كانت في دورة 1952 حيث شاركت ب258 رياضي، ومع إن فنلندا في السابق كانت من أكثر الدول المنافسة على الميداليات إلا أنها حالياً تكتفي بعدد ميداليات معين بعد أن كثرت المنافسة في الألعاب الأولمبية من عدة دول وتطور أدائها في الرياضات، أكثر الرياضات التي تنافس فيها فنلندا هي ألعاب القوى والرماية والمصارعة والجمباز والتجديف والملاكمة والإبحار ورياضات أخرى.
في الألعاب الأولمبية الشتوية تعتبر فنلندا من الدول التي شاركت في جميع دوراتها من أول دورة في شاموني في فرنسا في سنة 1924، وتمكنت من الفوز ب161 ميدالية منها 42 ميدالية ذهبية و 62 فضية و57 برونزية حيث تحتل المركز في ترتيب أكثر الدول الفائزة بالميداليات في الألعاب الأولمبية الشتوية وأكثر الرياضات التي تنافس فيها فنلندا التزلج الريفي وقفز تزلجي (تعتبر فنلندا أكثر دولة فوزاً بالميداليات في الألعاب الأولمبية في هذه الرياضة) و التزلج على مسار قصير وتزلج نوردي والتزلج الحر و التزلج فني على الجليد والبياثلون وهوكي الجليد ورياضات أخرى.